# Лий (окръг, Арканзас)
Вижте пояснителната страница за други значения на Лий.
Окръг Лий (на английски: Lee County) е окръг в щата Арканзас, Съединени американски щати. Площта му е 1603 km², а населението – 10 424 души (2010). Административен център е град Мариана.